# Suskovo, Svaleava
Suskovo (în ucraineană Сусково) este localitatea de reședință a comunei Suskovo din raionul Svaleava, regiunea Transcarpatia, Ucraina.

## Demografie
Componența lingvistică a localității Suskovo
     Ucraineană (98,77%)
     Alte limbi (1,16%)
Conform recensământului din 2001, majoritatea populației localității Suskovo era vorbitoare de ucraineană (98,77%), existând în minoritate și vorbitori de alte limbi.